# Alfredo Fernández Simó
Alfredo Fernández Simó (San Francisco de Macorís, 19 de octubre de 1915 - 7 de julio de 1991) fue un novelista, cuentista, poeta y diplomático dominicano.

## Biografía
Hijo del matrimonio conformado por el músico clásico francomacorisano Juan Antonio Fernández Castillo y por Beatriz Lucila Simó Kinipping, de origen catalán y alemán. Cursó la educación primaria y secundaria en su ciudad natal donde completó el bachillerato en Filosofía y Letras en 1935. Posteriormente ingresó a la Universidad de Santo Domingo a cursar la carrera de Derecho, pero dos años después abandonó los estudios universitarios. 
En julio de 1944 ingresó al servicio diplomático como taquígrafo-mecanógrafo del Consulado Dominicano en Curazao. Entre 1944 y 1975 ocupó los siguientes cargos: Agregado de la Legación Dominicana en Haití (1944-45), Agregado Civil en Colombia (1945-46), Segundo Secretario de la Embajada Dominicana en Colombia (1947), Encargado de Negocios de la Embajada Dominicana en Chile (1948), Primer Secretario de las Embajadas Dominicanas en Roma (1950-51), Honduras (1952-53), Haití (1954-55) y Panamá (1955-56), Consejero de Negocios en Perú (1956-57), Encargado de Negocios en Costa Rica (1958-59), Embajador Extraordinario y Plenipotenciario en Brasil (19-62-63) y Embajador Extraordinario y Plenipotenciario en Costa Rica (1969-1975). A finales de 1959, mientras se desempeñaba como Encargado de Negocios en Costa Rica, la dictadura trujillista ordenó su persecución y asesinato debido a la participación de su primo José Antonio Fernández Caminero y de su hermano Abel Fernández Simó en la organización de un movimiento de resistencia contra Trujillo en el Nordeste del país. 
Esa situación lo llevó a refugiarse en la Embajada de Venezuela en Costa Rica, pero al serle negado el asilo, huyó hacia Colombia y, finalmente, a Perú donde permaneció varios años escondido en las selvas andinas. Fue pianista y violinista de la Filarmónica francomacorisana Verdi, fundada y dirigida por su padre, y pintor aficionado. Inició su carrera literaria en 1931 con la publicación de varios de sus poemas en la prensa nacional. Colaboró con los periódicos La Información, Listín Diario, El Siglo y con numerosas revistas literarias venezolanas, peruanas, mexicanas y dominicanas. Muchos de sus poemas y escritos en prosa reflejan las vivencias de sus viajes y estadías en diferentes países sur y centroamericanos, especialmente las estampas dedicadas a Costa Rica, Panamá y Perú que retratan su contacto con la naturaleza y con las costumbres y modo de vida de algunas de las tribus indígenas que lo albergaron. Su poemario Rumbo del sueño fue galardonado en Colombia en 1947. Es autor de la novela Guazábara, considerada como una de las mejores novelas costumbristas de la literatura dominicana.

## Obras

### Poesía
- Rumbo al sueño. Bogotá, Colombia: Editora Bolívar, 1946.
- Por el mundo de los monos. Santo Domingo: Editorial Gente, 1987.

### Costumbrismo
- Estampas del Perú. Costa Rica: Editorial Textos Ltda., 1970.
- Frondas alucinantes. Costa Rica: Editorial Texto Ltda., 1973.

### Novelas
- Guazábara. Lima, Perú: Editorial Salas e Hijos, 1958.